# Weinstraße (Wagenstraße)
Die Weinstraße ist eine alte Handelsstraße in Hessen (Deutschland), die in Nord-Süd-Richtung verlaufend den Frankfurter Raum mit norddeutschen Gebieten verbindet.
Der Name „Weinstraße“ steht im Hessischen für „Wagenstraße“ (hessisch wein, wän, wäng ‚Wagen‘; im Plural, süddeutsch: ‚Wägen‘), hat also zunächst nichts mit vergorenem Most zu tun. Der norddeutsche Teil der Wagenstraße wurde seit dem 17. Jahrhundert als Frankfurter Weg bezeichnet. Sie war nicht, wie die Bezeichnung „Straße“ vielleicht vermuten lässt, ein gepflasterter Weg, wie etwa die Römerstraßen, sondern bestand aus unbefestigten Wegen mit tief ausgefahrenen Radspuren.

## Funktion und Geschichte
Aufgrund der historischen Entwicklung sowie einiger topographischer Merkmale war Hessen schon seit der Römerzeit ein Verkehrs- und Handelszentrum in Mitteleuropa. Eine Reihe wichtiger Altstraßen durchquerten daher diesen Raum, neben der Weinstraße beispielsweise die Marendorfer Straße und die Langen Hessen.
Die Weinstraße war vor ihrer Funktion als Handelsstraße, wie viele Altstraßen, eine Heerstraße. Ab 772 ist für die „Weinstraße“ die Nutzung als Aufmarschstraße für die Sachsenkriege (772–804) in den heutigen Paderborner Raum belegt. Durch sogenannte „Straßenfesten“ war sie militärisch gesichert. Ihre Wandlung zu einer Handels- und Messeverbindung vollzog sich mit der Entwicklung der Städte ungefähr ab dem 12. Jahrhundert.
Breite und Verlauf der Weinstraße wurden durch ihre Nutzung als Wagenstraße, den riskanten Transport von Waren und das schlechte Gelände bestimmt. Im Mittelalter bestand sie zumeist aus vielen nebeneinander verlaufenden Wegspuren und „Rinnen“. Sobald zu viele Löcher und Kuhlen entstanden waren, eröffneten Fuhrwerke direkt neben der bisherigen eine neue Spur. Neben dem von Altstraßen bevorzugten Verlauf auf der Höhe gab es auch, besonders vom 13. bis zum 15. Jahrhundert aus Sicherheitsgründen häufiger genutzte, parallele Wegführungen als Hang- und Talstraßen. Im Laufe des 16. Jahrhunderts kehrte der Fernverkehr jedoch wieder auf die älteren Höhenstraßen zurück.

## Verlauf
Kennzeichnend war der Verlauf der Weinstraße vorwiegend als Höhenstraße, da die Talniederungen zur Zeit ihrer Entstehung in Hessen meist sumpfig waren. Dies bedeutete wiederum, dass die in den Tälern entstehenden oder bereits zu Städten entwickelten Siedlungen durch Zubringerstraßen angeschlossen werden mussten. In Stadtnähe waren diese teilweise befestigt.
Die Weinstraße führte von Frankfurt-Höchst, wo sie die Elisabethenstraße querte und vom Lindenweg abzweigte, über Hildesheim in Richtung Bremen bzw. Lübeck.
Im Einzelnen verlief sie von der Nidda-Mündung nördlich entlang dem Taunus, über Eschborn, Gonzenheim, Ober-Eschbach (heute Hinweistafel am Weg), Ober-Erlenbach, Burgholzhausen (heute Straßenname), Ober-Rosbach, Ostheim und Nieder-Weisel nach Butzbach oder auf der mittleren Route über Massenheim und Ober-Wöllstadt, Friedberg und Nauheim nach Butzbach.
Von Butzbach ging es weiter über Pohl-Göns, Kirch-Göns und Allendorf nach Heuchelheim (bei Gießen). Weiter führte die Straße nach Fronhausen, Niederwalgern, Germershausen bzw. Niederweimar (Wymar an der straze) und über den Marburger Rücken (westlich von Marburg) über Goßfelden und Sarnau (westliche Alternativroute über Sterzhausen), dann über Wetter, Frankenberg, Sachsenberg, Goddelsheim, Korbach und Obermarsberg nach Paderborn.
Daneben geben einige Quellen einen alternativen Verlauf an, von Mainz beziehungsweise Frankfurt aus über Usingen und Wetzlar sowie dann ebenfalls westlich an Marburg vorbei.
Den Verlauf der Weinstraße im norddeutschen Raum beschreibt der sogenannte Frankfurter Weg.

## Heutige Straßennamen
Ein und dieselbe Straße lebt in mehreren Namen fort: So verweisen einige Orte auf den nächstgelegenen Ort, die nächste größere Stadt als Fernverbindung oder der alte Name dieser uralten Nord-Süd-Verbindung blieb über Jahrhunderte bestehen. 
Von Nord nach Süd:
- Marburg, jeweils als Feldweg auf Karten mit „Weinstraße“ bezeichnet, jeweils ungefähre Gemarkungsgrenze:
  - zwischen Goßfelden (N) und Wehrda (S) 50° 51′ 0,6″ N, 8° 44′ 2″ O
  - zwischen Michelbach (W) und Wehrda (O), Waldweg 50° 49′ 45,4″ N, 8° 43′ 46″ O
  - zwischen Wehrshausen (W) und Ockershausen (O) 50° 48′ 16,5″ N, 8° 43′ 51,6″ O
- Fronhausen-Oberwalgern: Alte Weinstraße 50° 42′ 23,3″ N, 8° 40′ 6,8″ O
- Pohl-Göns: Butzbacher Straße 50° 27′ 29,4″ N, 8° 39′ 4,1″ O, Gießener Straße 50° 27′ 59,2″ N, 8° 39′ 7,6″ O
- Butzbach: Weinstraße 50° 25′ 43,4″ N, 8° 40′ 14,8″ O, Wetzlarer Straße 50° 26′ 19,7″ N, 8° 40′ 6,6″ O
- Nieder-Weisel: Weinstraße 50° 25′ 4,6″ N, 8° 40′ 10,4″ O
- Ostheim: Weinstraße 50° 24′ 4,2″ N, 8° 40′ 18,4″ O, Römerstraße 50° 24′ 20,2″ N, 8° 40′ 17,8″ O
- Ober-Mörlen: Haselhecker Straße 50° 21′ 35,8″ N, 8° 41′ 32,5″ O, Weinstraße 50° 23′ 7,6″ N, 8° 40′ 18,9″ O
- Ockstadt: Wetzlarer Straße 50° 20′ 3,8″ N, 8° 41′ 49,1″ O
- Ober-Rosbach: Homburger Straße 50° 17′ 53,3″ N, 8° 41′ 11,7″ O, Butzbacher Pfad 50° 18′ 34,4″ N, 8° 41′ 35,8″ O
- Burgholzhausen: Weinstraße 50° 15′ 49,5″ N, 8° 40′ 24,6″ O
- Ober-Eschbach: Alte Weinstraße 50° 13′ 14,3″ N, 8° 38′ 49,4″ O, Holzheimer Straße 50° 13′ 50″ N, 8° 39′ 27,9″ O
- Bommersheim: Weinstraße 50° 11′ 38,8″ N, 8° 37′ 5,1″ O
- Weißkirchen: Kurmainzer Straße 50° 10′ 59,1″ N, 8° 35′ 46,1″ O, Weinstraße 50° 11′ 20,9″ N, 8° 36′ 27,8″ O
- Steinbach (Taunus): Eschborner Straße 50° 9′ 52,6″ N, 8° 34′ 14,5″ O, Bahnstraße 50° 9′ 52,6″ N, 8° 34′ 14,5″ O
- Eschborn: Sossenheimer Straße  50° 8′ 27,4″ N, 8° 33′ 57,3″ O, Oberurseler Straße 50° 8′ 46,6″ N, 8° 34′ 21″ O

- Karte mit allen Koordinaten:
- OSM |
- WikiMap